# Aphantopus anzuensus
Aphantopus anzuensus är en fjärilsart som beskrevs av Soek 1936. Aphantopus anzuensus ingår i släktet Aphantopus och familjen praktfjärilar. Inga underarter finns listade i Catalogue of Life.